# G'Kar
G'Kar este un personaj fictiv, interpretat de Andreas Katsulas, în universul serialului de televiziune science fiction Babylon 5. El apare inițial ca un diplomat răufăcător în conflict cu ambasadorul Londo Mollari, fiind angajat constant în scheme insidioase, chiar dacă mărunte și deseori comice, conduse de obicei de ostilitatea sa față de dușmanii istorici ai poporului său, Centauri, pe care Londo îi reprezintă. Cu toate acestea, în cursul seriei, el este transformat într-o figură mesianică și liderul spiritual al poporului său.